# Avenida Cuatro Esquinas
La avenida Cuatro Esquinas es una avenida de la comuna de La Serena, que inicia por el oeste desde la Avenida del Mar y continua por el este hasta el Cerro Grande.

## Historia
El camino se construyó entre la década de 1940, como parte del Plan Serena, donde llegaba hacia la Avenida Juan Cisternas, La avenida fue llamada "Cuatro Esquinas" por sus esquinas de Cisternas, la Avenida José Manuel Balmaceda, la Ruta 5 Panamericana La Serena-Coquimbo y la Avenida del Mar.[cita requerida] La avenida se extendió en la década de 1980, hacia el cerro Grande, como la ruta D-401.
- Datos: Q21683842